# La Hinojosa (Cuenca)
La Hinojosa é um município da Espanha, na província de Cuenca, comunidade autônoma de Castela-Mancha. Tem 42,11 km² de área e em 2021 tinha 195 habitantes (densidade: 4,6 hab./km²). Limita com os municípios de La Almarcha, Cervera del Llano, Montalbanejo, Olivares de Júcar e Villalgordo del Marquesado.